# Tilly (Indre)
Pour les articles homonymes, voir Tilly.
Tilly est une commune française située dans le département de l'Indre, en région Centre-Val de Loire.

## Géographie

### Localisation
La commune est située dans le sud-ouest du département, à la limite avec les départements de la Haute-Vienne et de la Vienne. Elle est située dans la région naturelle du Boischaut Sud, au sein du parc naturel régional de la Brenne.
Les communes chefs-lieux et préfectorales sont : Le Blanc (28 km), Saint-Gaultier (31 km), Châteauroux (59 km), La Châtre (63 km) et Issoudun (85 km).
La commune se trouve dans la zone d'emploi de Châteauroux et dans le bassin de vie d'Argenton-sur-Creuse.

### Communes limitrophes
Les communes limitrophes sont  Bonneuil, Chaillac, Coulonges-les-Hérolles, Lignac, Lussac-les-Églises et Saint-Martin-le-Mault.

### Géologie et relief
La superficie de la commune est de 14,77 km2 ; son altitude varie de 143  à   221 mètres.
La commune se trouve dans le plateau de Saint-Sulpice-les-Feuilles. La nature géologique des sols révèle des alluvions quaternaires (argiles) sur l'essentiel du territoire de la commune et un substrat primaire (grès, granit au sud).

### Hydrographie

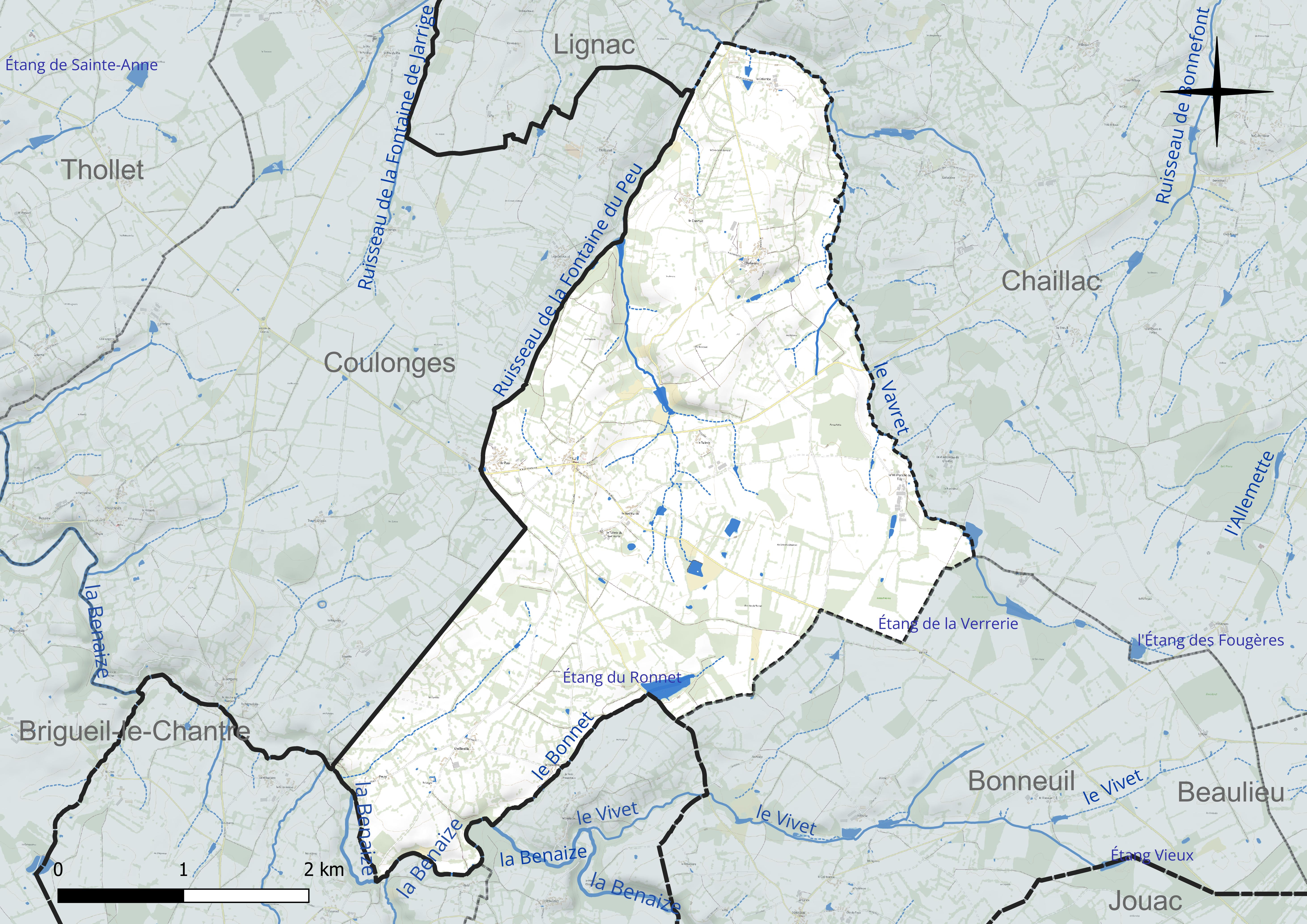
Carte hydrographique de la commune.

Le territoire communal est arrosé par la rivière Benaize.

### Climat
Pour des articles plus généraux, voir Climat du Centre-Val de Loire et Climat de l'Indre.
En 2010, le climat de la commune est de type climat océanique dégradé des plaines du Centre et du Nord, selon une étude du CNRS s'appuyant sur une série de données couvrant la période 1971-2000. En 2020, Météo-France publie une typologie des climats de la France métropolitaine dans laquelle la commune est exposée à un climat océanique altéré et est dans la région climatique Poitou-Charentes, caractérisée par un bon ensoleillement, particulièrement en été et des vents modérés.
Pour la période 1971-2000, la température annuelle moyenne est de 11,4 °C, avec une amplitude thermique annuelle de 15,1 °C. Le cumul annuel moyen de précipitations est de 847 mm, avec 12,3 jours de précipitations en janvier et 7,3 jours en juillet. Pour la période 1991-2020, la température moyenne annuelle observée sur la station météorologique de Météo-France la plus proche, sur la commune de Chaillac à 8 km à vol d'oiseau, est de 12,3 °C et le cumul annuel moyen de précipitations est de 864,0 mm,. Pour l'avenir, les paramètres climatiques de la commune estimés pour 2050 selon différents scénarios d'émission de gaz à effet de serre sont consultables sur un site dédié publié par Météo-France en novembre 2022.

### Paysages
Le paysage de Tilly est marqué par un bocage à maille serrée encore bien conservé, mais qui semble menacé par un remembrement.

## Urbanisme

### Typologie
Au 1er janvier 2024, Tilly est catégorisée commune rurale à habitat très dispersé, selon la nouvelle grille communale de densité à sept niveaux définie par l'Insee en 2022.
Elle est située hors unité urbaine et hors attraction des villes,.

### Occupation des sols

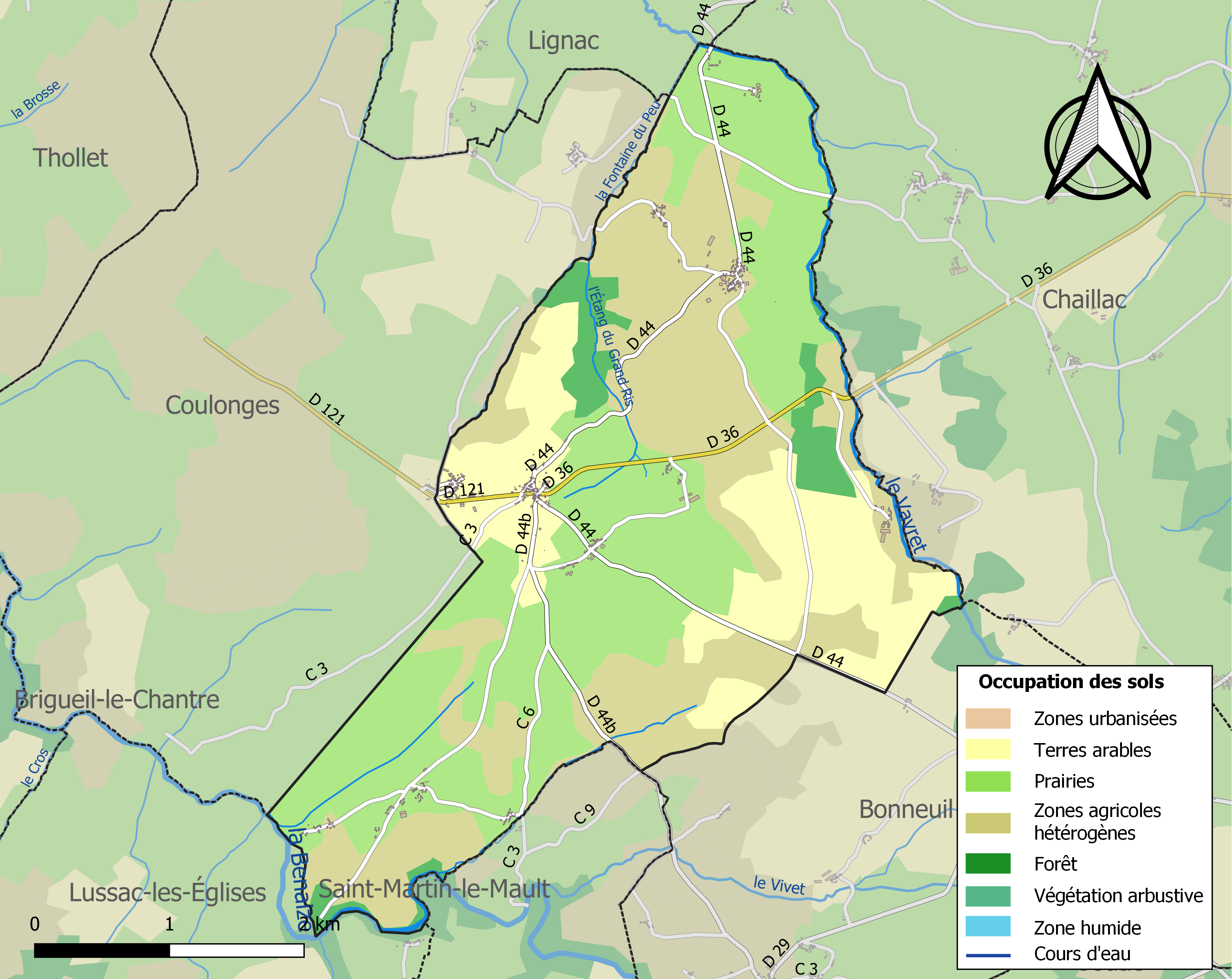
Carte des infrastructures et de l'occupation des sols de la commune en 2018 (CLC).

L'occupation des sols de la commune, telle qu'elle ressort de la base de données européenne d’occupation biophysique des sols Corine Land Cover (CLC), est marquée par l'importance des territoires agricoles (95 % en 2018), une proportion identique à celle de 1990 (95 %).
La répartition détaillée en 2018 est la suivante : prairies (41,5 %), zones agricoles hétérogènes (35 %), terres arables (18,6 %), forêts (5 %).
L'évolution de l’occupation des sols de la commune et de ses infrastructures peut être observée sur les différentes représentations cartographiques du territoire : la carte de Cassini (XVIIIe siècle), la carte d'état-major (1820-1866) et les cartes ou photos aériennes de l'IGN pour la période actuelle (1950 à aujourd'hui).

### Morphologie urbaine
L'habitat de la commune est essentiellement groupé, dans le village et ses 10 écarts.

### Hameaux et lieux-dits
Les hameaux et lieux-dits de la commune sont : Chabanne, le Conduit et la Colombe.

### Habitat et logement
En 2021, le nombre total de logements dans la commune était de 173, alors qu'il était de 158 en 2016 et de 166 en 2011.
Parmi ces logements, 45,3 % étaient des résidences principales, 39 % des résidences secondaires et 15,7 % des logements vacants. Ces logements étaient pour 98,8 % d'entre eux des maisons individuelles et pour 0,6 % des appartements.
Le tableau ci-dessous présente la typologie des logements à Tilly en 2021 en comparaison avec celle de l'Indre et de la France entière. Une caractéristique marquante du parc de logements est ainsi une proportion de résidences secondaires et logements occasionnels (39 %) supérieure à celle du département (10,7 %) et à celle de la France entière (9,7 %).
| Typologie                                               | Tilly | Indre | France entière |
| ------------------------------------------------------- | ----- | ----- | -------------- |
| Résidences principales (en %)                           | 45,3  | 76    | 82,2           |
| Résidences secondaires et logements occasionnels (en %) | 39    | 10,7  | 9,7            |
| Logements vacants (en %)                                | 15,7  | 13,3  | 8,1            |

### Voies de communication et transports
Le territoire communal est desservi par les routes départementales : 36, 44 et 44B.
Les gares ferroviaires les plus proches sont les gares de La Souterraine (32 km), Éguzon (32 km) et Saint-Sébastien (34 km).
Tilly est desservie par la ligne L du Réseau de mobilité interurbaine.
L'aéroport le plus proche est l'aéroport de Châteauroux-Centre, à 81 km.

### Risques naturels et technologiques
Le territoire de la commune de Tilly est vulnérable à différents aléas naturels : météorologiques (tempête, orage, neige, grand froid, canicule ou sécheresse) et séisme (sismicité faible). Il est également exposé à un risque particulier : le risque de radon. Un site publié par le BRGM permet d'évaluer simplement et rapidement les risques d'un bien localisé soit par son adresse soit par le numéro de sa parcelle.

#### Risques naturels

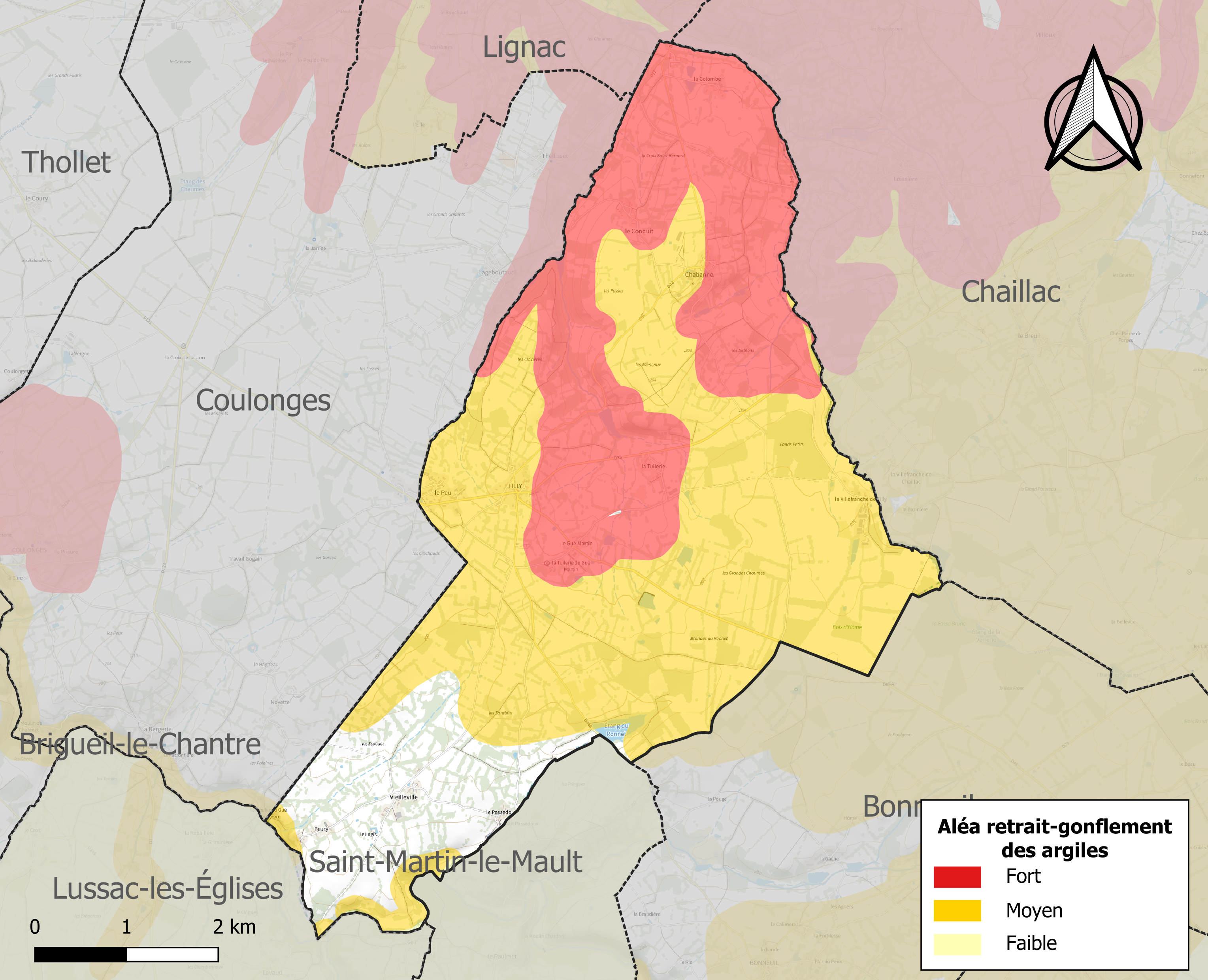
Carte des zones d'aléa retrait-gonflement des sols argileux de Tilly.

Le retrait-gonflement des sols argileux est susceptible d'engendrer des dommages importants aux bâtiments en cas d’alternance de périodes de sécheresse et de pluie. 86 % de la superficie communale est en aléa moyen ou fort (84,7 % au niveau départemental et 48,5 % au niveau national). Sur les 167 bâtiments dénombrés sur la commune en 2019, 143 sont en aléa moyen ou fort, soit 86 %, à comparer aux 86 % au niveau départemental et 54 % au niveau national. Une cartographie de l'exposition du territoire national au retrait gonflement des sols argileux est disponible sur le site du BRGM,.
Concernant les mouvements de terrains, la commune a été reconnue en état de catastrophe naturelle au titre des dommages causés par la sécheresse en 2009, 2017 et 2020 et par des mouvements de terrain en 1999.
La commune est classée en zone de sismicité 2, correspondant à une sismicité faible.

#### Risque particulier
Dans plusieurs parties du territoire national, le radon, accumulé dans certains logements ou autres locaux, peut constituer une source significative d’exposition de la population aux rayonnements ionisants. Toutes les communes du département sont concernées par le risque radon à un niveau plus ou moins élevé. Selon la classification de 2018, la commune de Tilly est classée en zone 2, à savoir zone à potentiel radon faible mais sur lesquelles des facteurs géologiques particuliers peuvent faciliter le transfert du radon vers les bâtiments.

## Histoire

### Moyen Âge
Au Moyen Âge, l’ordre de Cîteaux crée vers 1136-1148 l'abbaye de La Colombe à Tilly. Le village semble d'être organisé autour d'un château  établi aux abords de l'actuelle Église Notre-Dame de Tilly.

### Temps modernes
Sous l'Ancien Régime, la localité dépend de la généralité de Limoges jusqu'en 1650 puis de celle de Bourges, de la coutume de Poitou, du gouvernement de la Marche et du diocèse de Limoges.

### Époque contemporaine
Les limites communales entre Tilly et Bonneuil sont fixées en 1830.
Une  tuilerie-briqueterie est construite en 1866. Sa production cesse dans les années 1990.

## Politique et administration

### Rattachements administratifs et électoraux

#### Rattachements administratifs
La commune se trouve dans l'arrondissement du Blanc du département de l'Indre.
Elle faisait partie depuis 1801 du canton de Bélâbre. Dans le cadre du redécoupage cantonal de 2014 en France, cette circonscription administrative territoriale a disparu, et le canton n'est plus qu'une circonscription électorale.

#### Rattachements électoraux
Pour les élections départementales, la commune fait partie depuis 2014 du canton de Saint-Gaultier.
Pour l'élection des députés, elle fait partie de la première circonscription de l'Indre.

### Intercommunalité
Tilly  était membre de la petite communauté de communes du Val d'Anglin, un établissement public de coopération intercommunale (EPCI) à fiscalité propre créé fin 1996 et auquel la commune avait transféré un certain nombre de ses compétences, dans les conditions déterminées par le code général des collectivités territoriales.
Conformément aux prescriptions de la loi de réforme des collectivités territoriales du 16 décembre 2010, qui a prévu le renforcement et la simplification des intercommunalités et la constitution de structures intercommunales de grande taille, celle-ci a fusionné avec la communauté de communes de la Marche occitane pour former, le 1er janvier 2013, la communauté de communes Marche Occitane - Val d'Anglin, dont est désormais membre la commune.

### Liste des maires
| Période                                  | Période                        | Identité          | Étiquette | Qualité                                                   |
| ---------------------------------------- | ------------------------------ | ----------------- | --------- | --------------------------------------------------------- |
| Les données manquantes sont à compléter. |                                |                   |           |                                                           |
|                                          |                                |                   |           |                                                           |
| mars 1977                                | mars 2001                      | Eveline Bienvenu, |           | Retraitée                                                 |
| mars 2001                                | mars 2008                      | Line Gallet       |           |                                                           |
| mars 2008                                | janvier 2023                   | Jean Imbert,      | SE        | Retraité Démissionnaire                                   |
| janvier 2023                             | En cours (au 1er février 2024) | Guylène Maussire  |           | Profession intermédiaire de la santé et du travail social |

## Équipements et services publics

### Enseignement
La commune ne possède pas de lieu d'enseignement.

## Population et société
Ses habitants sont appelés les Tillotins.

### Démographie
L'évolution du nombre d'habitants est connue à travers les recensements de la population effectués dans la commune depuis 1793. Pour les communes de moins de 10 000 habitants, une enquête de recensement portant sur toute la population est réalisée tous les cinq ans, les populations de référence des années intermédiaires étant quant à elles estimées par interpolation ou extrapolation. Pour la commune, le premier recensement exhaustif entrant dans le cadre du nouveau dispositif a été réalisé en 2008.

En 2022, la commune comptait 138 habitants, en évolution de +1,47 % par rapport à 2016 (Indre : −3 %, France hors Mayotte : +2,11 %).
| 1793 | 1800 | 1806 | 1821 | 1831 | 1836 | 1841 | 1846 | 1851 |
| ---- | ---- | ---- | ---- | ---- | ---- | ---- | ---- | ---- |
| 545  | 409  | 404  | 449  | 543  | 619  | 731  | 626  | 612  |

| 1856 | 1861 | 1866 | 1872 | 1876 | 1881 | 1886 | 1891 | 1896 |
| ---- | ---- | ---- | ---- | ---- | ---- | ---- | ---- | ---- |
| 597  | 605  | 611  | 612  | 618  | 682  | 630  | 621  | 607  |

| 1901 | 1906 | 1911 | 1921 | 1926 | 1931 | 1936 | 1946 | 1954 |
| ---- | ---- | ---- | ---- | ---- | ---- | ---- | ---- | ---- |
| 636  | 612  | 572  | 511  | 446  | 411  | 421  | 388  | 355  |

| 1962 | 1968 | 1975 | 1982 | 1990 | 1999 | 2006 | 2008 | 2013 |
| ---- | ---- | ---- | ---- | ---- | ---- | ---- | ---- | ---- |
| 346  | 306  | 279  | 229  | 198  | 189  | 172  | 167  | 144  |

| 2018 | 2022 | - | - | - | - | - | - | - |
| ---- | ---- | - | - | - | - | - | - | - |
| 137  | 138  | - | - | - | - | - | - | - |

### Médias
La commune est couverte par les médias suivants : La Nouvelle République du Centre-Ouest, Le Berry républicain, L'Écho - La Marseillaise, La Bouinotte, Le Petit Berrichon, France 3 Centre-Val de Loire, Berry Issoudun Première, Vibration, Forum, France Bleu Berry et RCF en Berry.

## Culture locale et patrimoine

### Lieux et monuments
- Église Notre-Dame  Inscrit MH (2010)[37],[38], à nef unique et chevet plat de la fin du XIIe siècle, en pierre de taille de grès et petits moellons de grès et de granit. La nef est reconstruite avant 1460-1465 et a conservé sa charpente d'origine. Le clocher a été édifié vers 1488-1493 et a été fortement remanié vers 1737. L'église appartenait, au Moyen Âge, à un prieuré, mentionné en en 1096, 109*7 et 1471, et relevant de l'abbaye bénédictine Saint-Sauveur de Charroux. Une sacristie est ajoutée, en 1851, sur le mur sud du chœur.
Des peintures murales gothiques du mur nord de la nef, redécouvertes en 1975, constituent l'intérêt majeur de cette église et représentent la légende de saint Christophe en passeur ; saint Nicolas ressuscitant les trois enfants jetés au saloir, ainsi que  la pesée des âmes.
- Vestiges de l'Abbaye cistercienne de Notre-Dame de la Colombe[39] et son logis abbatial, devenu maison et qui conserve deux baies attribuables au XIIe ou au XIIIe siècle[40], ainsi que la ferme monastique, construite en 1732[41] et son ancien moulin à huile, probablement utilisé jusqu'en 1860, puis transformé en habitation qui remploie des éléments architecturaux provenant de l'abbaye (chapiteaux, encadrement de baie mouluré). Il conserve une partie de son mécanisme et une meule[42].
Un pressoir à huile mobile est présenté au Musée du machinisme agricole de Prissac comme provenant du moulin de la Colombe[42].
- Manoir du XVe siècle au lieu-dit Le Logis, bâti sur une plate-forme rectangulaire fossoyée entourée de douves sur quatre côtés dont trois encore en eau[43].
- Nombreuses maisons et fermes anciennes des XVIIe au XXe siècle.
- Ancienne tuilerie-briqueterie, au Gué Martin, construite en 1866[44].
- Monument aux morts

## Pour approfondir